# Нялінське
Ня́лінське (рос. Нялинское) — село у складі Ханти-Мансійського району Ханти-Мансійського автономного округу Тюменської області, Росія. Адміністративний центр Нялінського сільського поселення.
Населення — 611 осіб (2010, 722 у 2002).
Національний склад станом на 2002 рік: росіяни — 77 %.